# Monasterio de Shwenandaw
El Monasterio de Shwenandaw (MLCTS: hrwe. nan: taw kyaung:, pronunciación en birmano: /ʃwènáɰ̃dɔ̀ tʃáuɰ̃/) es un monasterio budista localizado cerca de Cerro Mandalay, Región de Mandalay, Myanmar.
Fue construido en 1878 por el rey Thibaw Min, quien desmanteló y reubicó el apartamento que anteriormente ocupaba su padre, el rey Mindon Min, justo antes de la muerte de Mindon Min, a un costo de 120.000 rupias. Thibaw retiró el edificio el 10 de octubre de 1878, creyendo que estaba embrujado por el espíritu de su padre. La reconstrucción del edificio se terminó el 31 de octubre de 1878, dedicada a la memoria de su padre, en un terreno contiguo al monasterio de Atumashi. Se dice que el rey Thibaw lo usó para la meditación, y todavía se puede ver el sofá de meditación en el que se sentó.
Era originalmente parte del palacio real en Amarapura, antes de que se trasladara a Mandalay, donde formaba la sección norte del Hmannan (Palacio de Cristal) y parte de los aposentos reales del rey. El edificio estaba fuertemente dorado con oro y adornado con mosaicos de vidrio.
Es conocido por sus tallas de teca de mitos budistas, que adornan sus paredes y techos. Está construido en el estilo arquitectónico tradicional birmano, y es la única estructura original importante que queda del Palacio Real original en la actualidad.